# Lega Regionalista
La Lega Regionalista fu un partito politico catalano conservatore e catalanista, nato dalla fusione dell'Unione Regionalista con il Centro nazionale catalano il 25 aprile 1901. Grazie al trionfo della candidatura dei "quattro presidenti" (Sebastià Torres, Albert Rusiñol e Prats, Bartomeu Robert e Yarzábal e Lluís Domènech i Montaner), il nuovo partito si consolidò e accolse anche la Lega di Catalogna. Il suo primo segretario fu Ferran Agulló i Vidal. 
Il programma della Lega era monarchico e conservatore. Nel suo statuto sanciva la finalità di lottare per l'autonomia catalana all'interno della Spagna. Il suo organo era il giornale La Voce di Catalogna (1899-1936), cui si affiancò con la rivista satirica Cu-cut! , tra il 1902 e il 1912.

## Creazione della Lega Regionalista (1898-1901)

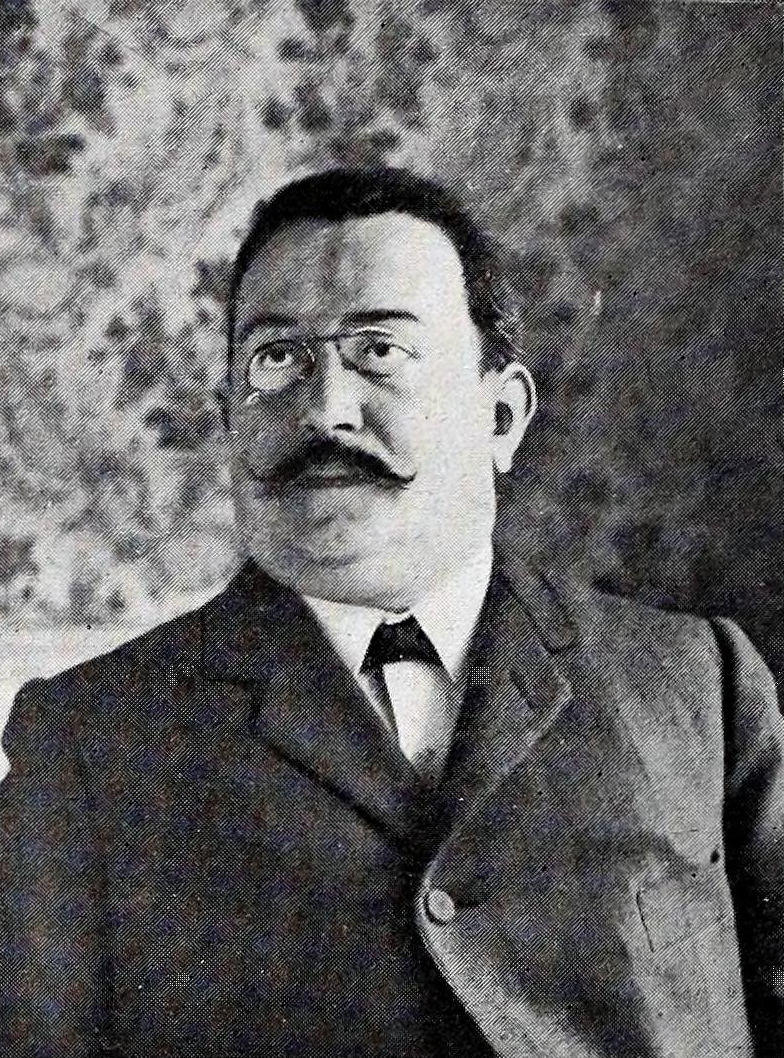
Enric Prat de la Riba.

L'evento chiave che causò la creazione della Lega regionalista fu il disastro del '98 . La sconfitta spagnola e la perdita di gran parte delle province d'oltremare scossero il regime della Restaurazione e favorì la presa del potere della fazione rigenerazionista del Partito Conservatore, guidata da Francisco Silvela. Allo stesso tempo, il generale Camilo García de Polavieja (che sarebbe stato ministro di guerra nel 1899) riuscì ad attirare al rigenerazionismo alcuni settori della borghesia catalana con la promessa di decentralizzare lo stato. Questi crearono nel 1898 il Consiglio Regionale di Adesione al Programma del Generale Polavieja. 
Tuttavia, questa consonanza tra il governo centrale e la borghesia catalana non durò molto. Nel 1899, la legge sul bilancio fu approvata dal ministro delle finanze, Raimundo Fernández Villaverde, che prevedeva un aumento delle tasse per la borghesia, al fine di attuare le riforme del regime. 
Questo aumento delle tasse fu percepito come un attacco alla Catalogna e portò alla creazione di due nuovi gruppi catalanisti: il Centro Nazionale Catalano e l'Unione Regionalista. Il primo includeva fondamentalmente giovani con vocazione politica, come Enric Prat de la Riba o Francesc Cambó, mentre il secondo era composto da politici più anziani, esponenti della borghesia industriale e con una notevole influenza tra i commercianti. 
L'altra conseguenza fu la chiusura delle casse. Dal 20 ottobre 1899 e nei mesi seguenti molti proprietari di industrie e negozi di Barcellona e alcune città limitrofe si rifiutarono di pagare le tasse al governo Silvela per protesta. 
Nel 1900 il Centro Nazionale Catalano e l'Unione Regionalista iniziarono una stretta collaborazione. L'anno successivo i due gruppi si unirono per creare il primo partito politico catalano: la Lega Regionalista, il 25 aprile 1901, considerata il primo partito spagnolo moderno. Col tempo, si unirono anche alcuni politici che avevano militato nei partiti dinastici. 
La Lega Regionalista era un partito catalanista, conservatore e monarchico, inquadrato nel liberalismo. I suoi obiettivi politici erano ottenere l'autonomia della Catalogna (regionalismo) e modernizzare quest'ultima. La sua base elettorale fu sostanzialmente composta dalla borghesia catalana (sia in città che in campagna). Godeva anche del sostegno di alcuni elementi della Chiesa e, per estensione, di una parte dei fedeli. 
Poche settimane dopo la sua fondazione, la Lega si candidò alle le elezioni generali del 19 maggio: il neonato partito politico ottenne una vittoria inaspettata a Barcellona rompendo per la prima volta il bipolarismo dei partiti dinastici (liberali e conservatori), ottenendo 6 membri alle Corti Generali.

## Primi successi

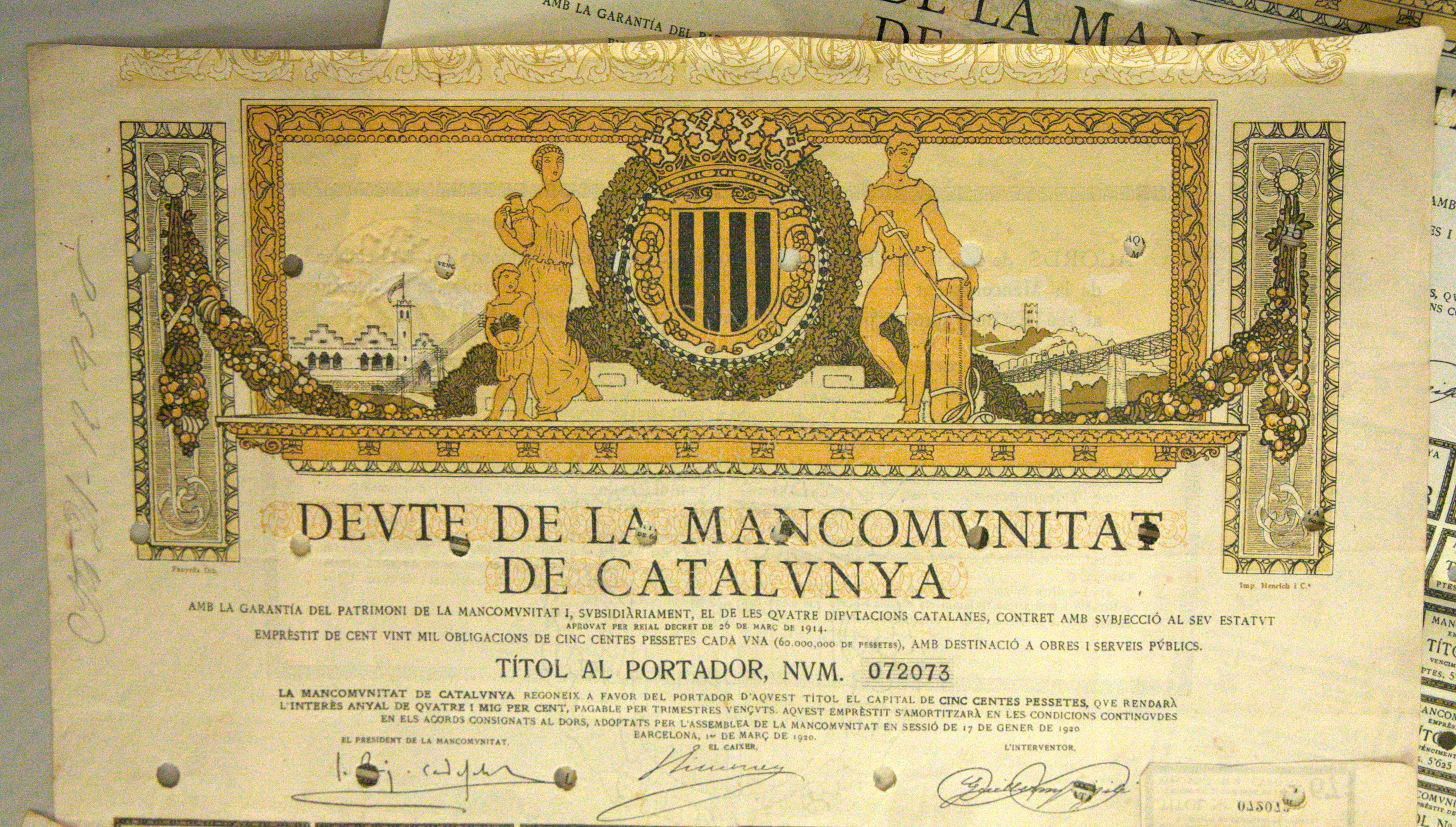
Debito pubblico della Confederazione della Catalogna.

Il successo delle elezioni del 1901 non si ripeté in quelle del 1903 e ciò portò a una grave crisi, stimolata anche dal Partito repubblicano radicale creato da Alejandro Lerroux. Nel 1904, l'ala liberale della Lega, formata da Jaume Carner i Romeu, Domènech i Montaner e Joaquim Lluhí i Rissech, si separò dal partito, in disaccordo con la decisione del Prat de la Riba i Cambó di accogliere con un discorso di benvenuto il re Alfonso XIII in visita nell'aprile 1904. In questo modo, la Lega divenne un partito essenzialmente di destra favorito dal declino dei partiti monarchici in Catalogna, e offrì ai settori conservatori un'ideologia accettabile e un programma di mobilitazione come unica alternativa efficace ai partiti repubblicani. Nelle elezioni per il rinnovo del Consiglio comunale di Barcellona nel novembre 1905, la Lega ottenne una clamorosa vittoria, che fu celebrata con il cosiddetto Banchetto della Vittoria, fatto che provocò l'affaire Cu-cut! e la conseguente promulgazione della Legge sulle Giurisdizioni da parte del governo di Segismundo Moret. 
Al fine di dimostrare la forza elettorale del catalanismo contro la Legge delle Giurisdizioni, i politici regionalisti caldeggiarono l'unità di tutti i partiti catalani (eccetto quello di Lerroux) nella coalizione Solidarietà Catalana; a capo di questo rassemblement vi era de facto  la Lega, in quanto di gran lunga il partito più organizzato. Il trionfo delle elezioni del 1907 fu spettacolare, ma presto divennero evidenti le differenze tra la Lega e altri partiti di sinistra: la rottura della coalizione avvenne in concomitanza delle elezioni municipali nel maggio del 1909 e specialmente dello scoppio della Settimana Tragica (luglio 1909), davanti al quale le correnti di sinistra e di destra della Solidarietà adottarono atteggiamenti divergenti. La Lega rimase al governo di Antoni Maura, pur continuando a sostenere il mantenimento della Solidarietà nelle elezioni dell'ottobre 1909. La Lega perse forza a Barcellona, ma tenne in altri distretti; nelle elezioni del 1910 la Lega non fu in grado di raggiungere un accordo con l'Unione Nazionalista Repubblicana Federale e ciò portò alla morte definitiva della Solidarietà Catalana. 
Tuttavia, la Lega ottenne nuovi successi alle elezioni del 1911 e del 1913, quando il presidente del governo spagnolo Eduardo Dato emanò un decreto che autorizzava la creazione di confederazioni e associazioni di consigli provinciali, fatto che consolidò il prestigio della Lega e le conferì la leadership effettiva della politica catalana. Quando fu costituita la Mancomunitat de Catalunya, il regionalista Enric Prat de la Riba ne fu eletto all'unanimità presidente. Lo scoppio della prima guerra mondiale, rispetto alla quale la Lega sostenne la neutralità spagnola, con la prosperità economica che comportò nei primi anni per la borghesia catalana, rafforzò ulteriormente la sua posizione dominante nella politica catalana. Con la caduta del governo Dato (dicembre 1915) e l'ascesa dei liberali, il nuovo ministro dell'interno, Santiago Alba, cercò di indebolire il potere della Lega. Dal canto suo, un mese prima, Prat de la Riba aveva scritto il manifesto Per la Catalogna e la Grande Spagna, firmato dai membri della Lega, che annunciava la nuova politica del partito: la conquista dell'ideale paniberico basato sulla federazione dei popoli peninsulari.

## Partecipazione al governo spagnolo

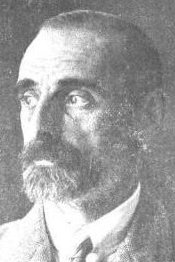
Francesc Cambó.

La crisi della monarchia spinse la Lega a promuovere un'Assemblea parlamentare nel 1917, ma sotto l'impulso Francesc Cambó abbandonò il progetto e finì per accettare di partecipare alla governabilità spagnola, nel novembre 1917. Ramon de Abadal i Calderó, nuovo presidente della Lega, spinse per estendere l'ideologia federale per il resto della Spagna ed ebbe un certo esito nel Paese Valenzano, in Galizia, nei Paesi Baschi e nelle Isole Baleari; con Joan Ventosa i Calvell, Pere Rahola e Francesc Cambó organizzò incontri e conferenze per predicare il regionalismo e ottenere supporto per la politica della Lega. Tuttavia, i risultati delle elezioni del 1918 mostrarono scarso sostegno al di fuori della Catalogna e una nuova crisi di governo tra Santiago Alba e Cambó, allora Ministro dello Sviluppo, causò un allontanamento della Lega dal potere e un ritorno all'opposizione, da dove collaborò con movimento a favore del progetto di statuto di autonomia della Catalogna del novembre 1918. Tre uomini della Lega fecero parte della commissione che scrisse un progetto di statuto: quando esso fu consegnato al governo, la cosa fu presa a pretesto per una nuova crisi. 
Francesc Cambó cercò di tenere la Lega lontana dalla lotta tra la sinistra catalana e la monarchia con la frase Monarchia? Repubblica? Catalogna!, ma le rivolte operaie culminate nello sciopero della Canadese (febbraio-marzo 1919) e nella nascita dell'Unione Monarchica Nazionale, fondata e presieduta da Alfons Sala i Argemí, lo misero in una posizione piuttosto difficile. Nonostante la crisi industriale degli anni '20, la Lega vinse ancora le elezioni del 1920, 1921 e 1922. Dopo il disastro della Battaglia di Annual del 1921, Francesc Cambó fu nominato Ministro delle Finanze di un nuovo governo. Ciò, tuttavia, causò la scissione del settore più nazionalista della Lega nel giugno 1922, che costituì l'Azione catalana, la quale ottenne molti voti alle elezioni provinciali del giugno 1923. 
Questo causò presso la Lega una certa simpatia per il colpo di stato di Primo de Rivera del 13 settembre 1923, poiché in esso videro una opportunità di liquidare le politiche avviate da Antonio Cánovas del Castillo e una garanzia contro il problema operaio. Ma quando Primo de Rivera mostrò le sue reali intenzioni catalanofobiche e centralizzatrici, cercarono inutilmente di protestare presso Alfonso XIII; la Lega fu illegalizzata, le sue sedi chiuse e il giornale La Voce di Catalogna sottoposto a censura preventiva.

## Perdita di egemonia in Catalogna

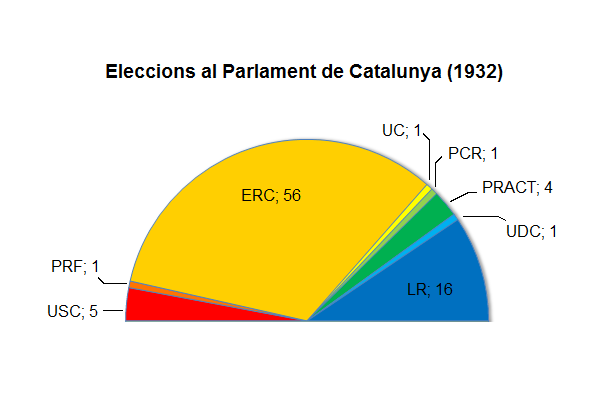
Le elezioni del Parlamento della Catalogna nel 1932 videro la perdita di potere nella Lega (blu scuro). Il partito rimase la seconda forza catalana, ma lungi da ERC (giallo).

La caduta della dittatura di Primo de Rivera nel gennaio 1930 permise il ritorno del partito sulla scena politica, ma la malattia di Francesc Cambó da un lato e il carisma di Francesc Macià dall'altro ne ridussero la popolarità. Il partito fu ristrutturato e la sua strategia fu rinnovata, concentrandosi sulle tesi che Cambó aveva esposto nel libro Per la Concordia (1930; scritto nel 1927). Partecipò, attraverso Joan Ventosa i Cavell (Finanze) all'ultimo governo della monarchia. Ma i risultati delle elezioni del 12 aprile 1931, che sancirono la vittoria della Sinistra Repubblicana di Catalogna, la fuga del Re e la proclamazione della Repubblica costrinsero la Lega a cambiare tattica. Ramon d'Abadal i Calderó offrì il suo sostegno a Francesc Macià nella lotta per l'autonomia catalana e accettò la fine del regime monarchico. 
La Lega fece in campagna a favore dello Statuto nel plebiscito dell'agosto 1931 e approfittò del crollo di Alejandro Lerroux e delle divisioni all'interno di Azione Catalana per migliorare le posizioni elettorali, raggruppando i settori conservatori catalani. Nel 1933 cambiò nome in Lega Catalana.